# Parc national de Phawngpui Blue Mountain
Le parc national de Phawngpui Blue Mountain est situé dans l'État du Mizoram en Inde. On y trouve notamment des panthères nébuleuses (Neofelis nebulosa).